# Dinozé
Dinozé  est une commune française située dans le département des Vosges en région Grand Est.

## Géographie

### Localisation
La commune est implantée sur la rive gauche de la Moselle, six kilomètres en amont d'Épinal.

### Voies de communications et transports

#### Voies routières
L'agglomération suit la route départementale 157 menant à Remiremont (22 km) et la route départementale 12 en direction de Dounoux (5 km). Elle est dominée par des collines verdoyantes dont le bois de Rainjuménil.

#### Transports en commun
- Fluo Grand Est.

#### Lignes SNCF
- Gare d'Épinal.

#### Transports aériens

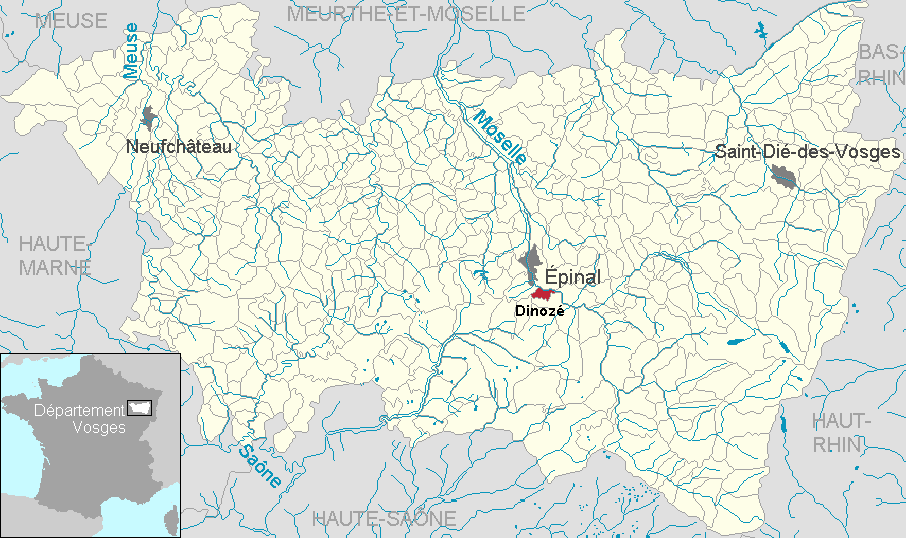
Localisation dans le département.

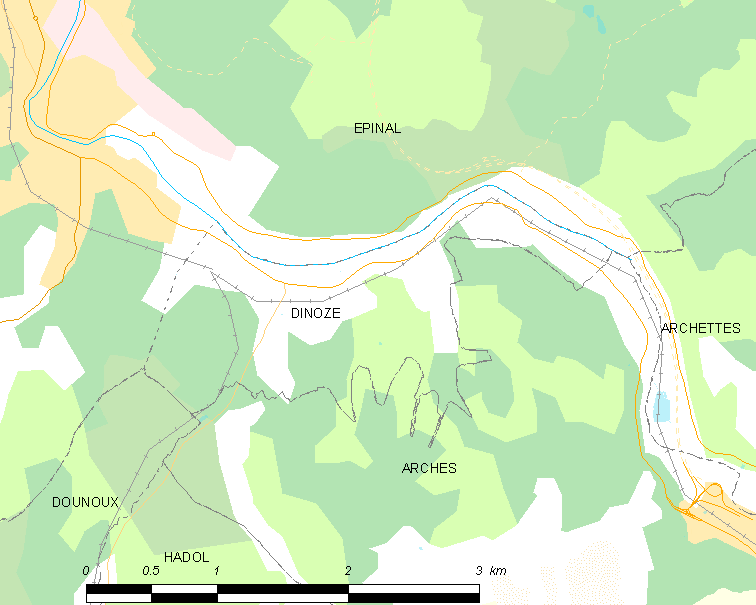
Situation géographique de Dinozé.

- Aéroport d'Épinal-Mirecourt.
- Aéroport de Nancy-Essey.
- Aéroport de Colmar - Houssen.

### Communes limitrophes
| Épinal  | Épinal | Épinal |
| Épinal  | Dinozé |        |
| Dounoux | Arches | Arches |

### Hydrographie et les eaux souterraines
Hydrogéologie et climatologie : Système d’information pour la gestion des eaux souterraines du bassin Rhin-Meuse :
Territoire communal : Occupation du sol (Corinne Land Cover); Cours d'eau (BD Carthage),
Géologie : Carte géologique; Coupes géologiques et techniques,
 Hydrogéologie : Masses d'eau souterraine; BD Lisa; Cartes piézométriques.
La commune est située dans le bassin versant du Rhin au sein du bassin Rhin-Meuse. Elle est drainée par la Moselle, la rigole d'alimentation du réservoir de Bouzey, le ruisseau de Rainjumenil et le ruisseau de Soba,.
La Moselle, d’une longueur totale de 560 kilomètres, dont 315 kilomètres en France, prend sa source dans le massif des Vosges au col de Bussang et se jette dans le Rhin à Coblence en Allemagne.
La rigole d'alimentation du réservoir de Bouzey, d'une longueur totale de 41,5 km, prend sa source dans la commune de Saint-Étienne-lès-Remiremont et se jette dans l'Avière à Chaumousey, alimentant le réservoir de Bouzey, après avoir traversé douze communes.

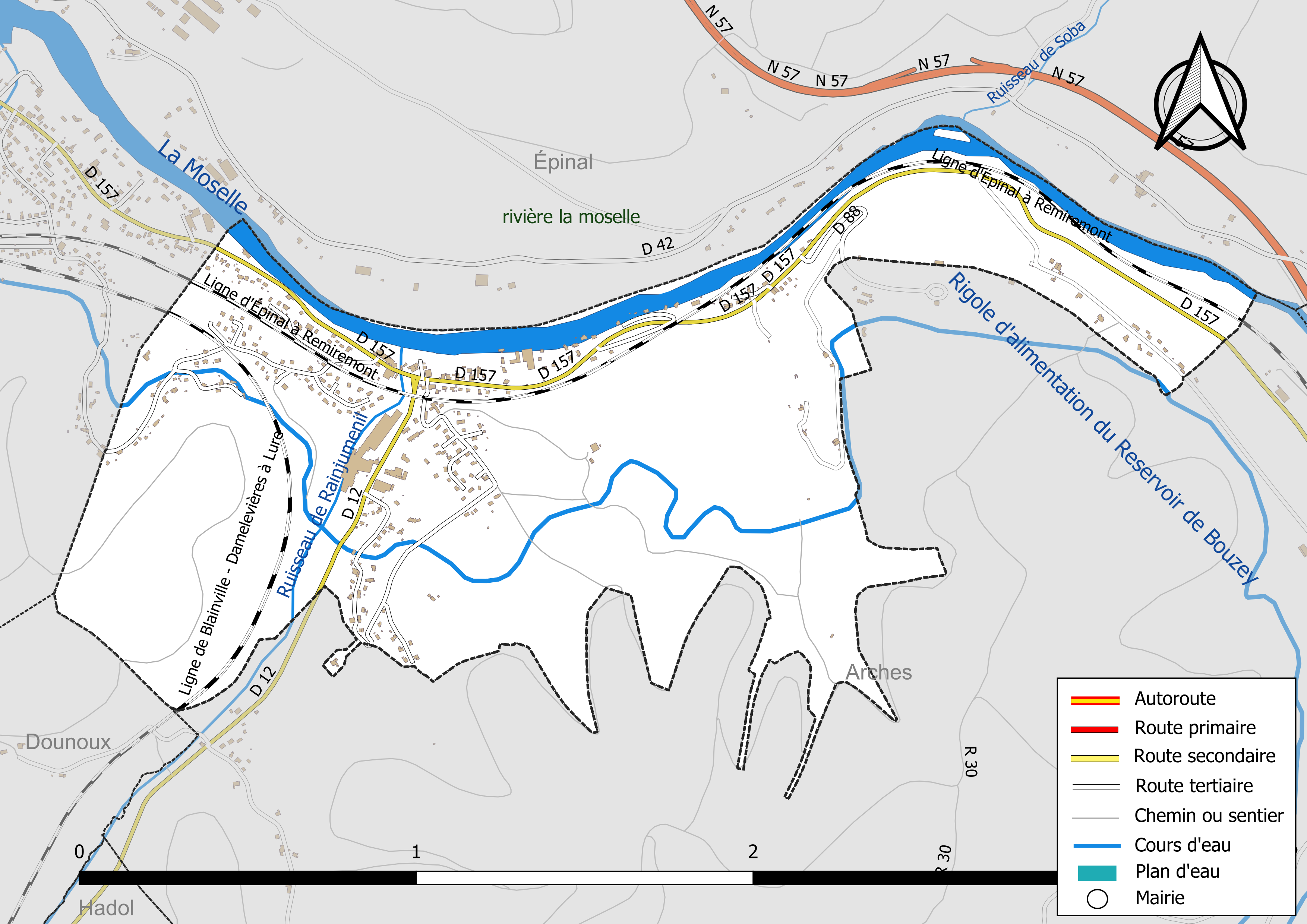
Réseaux hydrographique et routier de Dinozé.

La qualité des eaux de baignade et des cours d’eau peut être consultée sur un site dédié géré par les agences de l’eau et l’Agence française pour la biodiversité.

### Géologie et relief
La commune se situe à 346 m d'altitude.
Sites naturels :
- Vallée de la Moselle, de la source de la Moselle à Épinal.
- Vôge et Bassigny.

### Climat
Pour des articles plus généraux, voir Climat du Grand Est et Climat des Vosges.
En 2010, le climat de la commune est de type climat de montagne, selon une étude du Centre national de la recherche scientifique s'appuyant sur une série de données couvrant la période 1971-2000. En 2020, Météo-France publie une typologie des climats de la France métropolitaine dans laquelle la commune est exposée à un climat semi-continental et est dans une zone de transition entre les régions climatiques « Lorraine, plateau de Langres, Morvan » et « Vosges ».
Pour la période 1971-2000, la température annuelle moyenne est de 9,7 °C, avec une amplitude thermique annuelle de 17,1 °C. Le cumul annuel moyen de précipitations est de 1 249 mm, avec 13,4 jours de précipitations en janvier et 10,4 jours en juillet. Pour la période 1991-2020, la température moyenne annuelle observée sur la station météorologique de Météo-France la plus proche, « Épinal », sur la commune de Dogneville à 9 km à vol d'oiseau, est de 10,3 °C et le cumul annuel moyen de précipitations est de 907,0 mm. 
La température maximale relevée sur cette station est de 39,3 °C, atteinte le 25 juillet 2019 ; la température minimale est de −18,9 °C, atteinte le 12 janvier 1987,,.
Les paramètres climatiques de la commune ont été estimés pour le milieu du siècle (2041-2070) selon différents scénarios d'émission de gaz à effet de serre à partir des nouvelles projections climatiques de référence DRIAS-2020. Ils sont consultables sur un site dédié publié par Météo-France en novembre 2022.

## Urbanisme

### Typologie
Au 1er janvier 2024, Dinozé est catégorisée ceinture urbaine, selon la nouvelle grille communale de densité à sept niveaux définie par l'Insee en 2022.
Elle appartient à l'unité urbaine d'Épinal, une agglomération intra-départementale regroupant douze  communes, dont elle est une commune de la banlieue,,. Par ailleurs la commune fait partie de l'aire d'attraction d'Épinal, dont elle est une commune de la couronne,. Cette aire, qui regroupe 118 communes, est catégorisée dans les aires de 50 000 à moins de 200 000 habitants,.

### Occupation des sols
L'occupation des sols de la commune, telle qu'elle ressort de la base de données européenne d’occupation biophysique des sols Corine Land Cover (CLC), est marquée par l'importance des forêts et milieux semi-naturels (47,9 % en 2018), en diminution par rapport à 1990 (49,4 %). La répartition détaillée en 2018 est la suivante : 
forêts (47,9 %), zones urbanisées (29,3 %), zones agricoles hétérogènes (8,7 %), prairies (7,7 %), espaces verts artificialisés, non agricoles (6,3 %). L'évolution de l’occupation des sols de la commune et de ses infrastructures peut être observée sur les différentes représentations cartographiques du territoire : la carte de Cassini (XVIIIe siècle), la carte d'état-major (1820-1866) et les cartes ou photos aériennes de l'IGN pour la période actuelle (1950 à aujourd'hui).

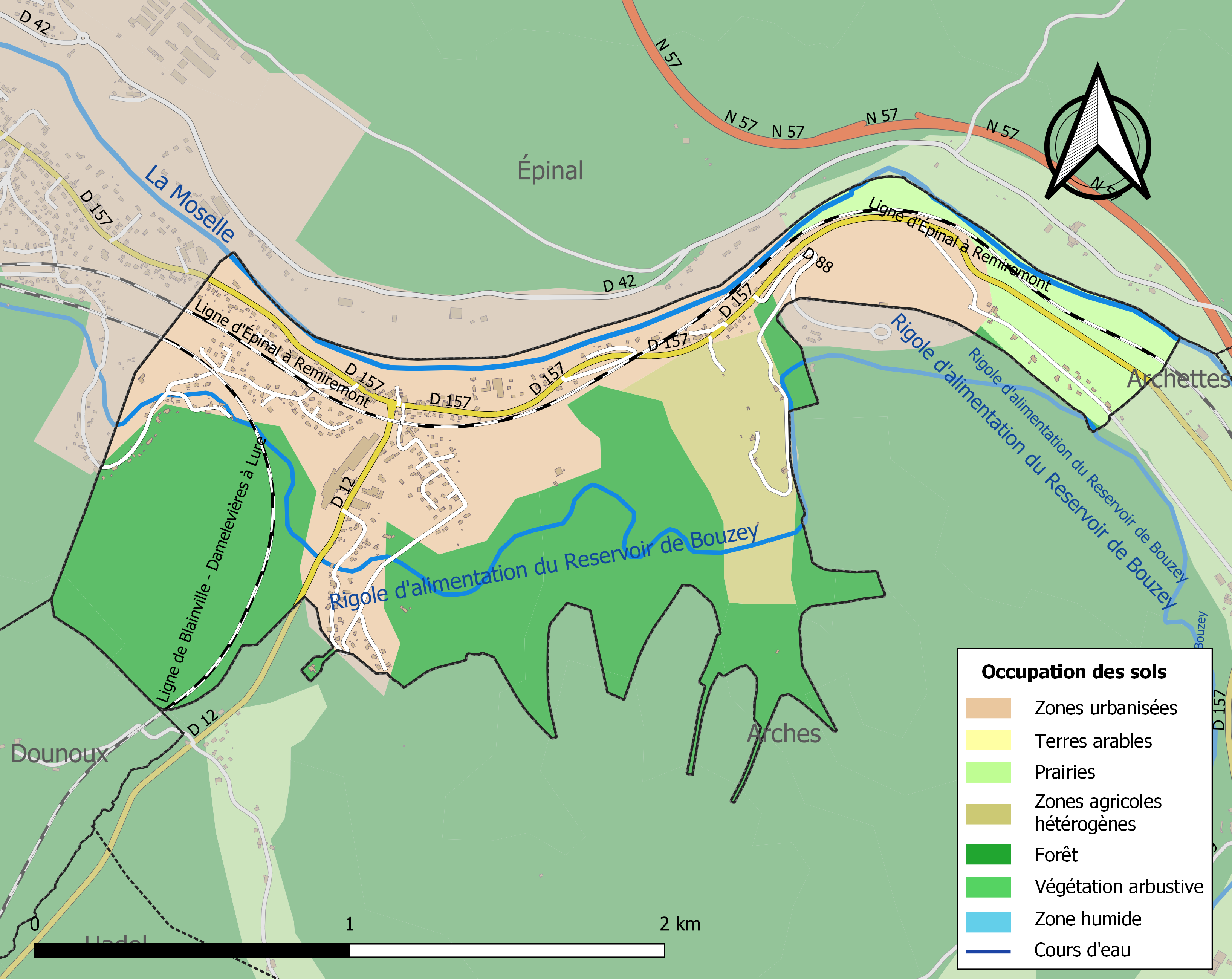
Carte des infrastructures et de l'occupation des sols de la commune en 2018 (CLC).

## Toponymie
Le nom de la localité est attesté sous les formes Dinozel (1711) ; Dinosey (1753),.

## Histoire
La création de la commune de Dinozé ne date que du 13 mars 1932. Le village précédemment rattaché  à Arches puis à l'ancienne commune de Saint-Laurent, aujourd'hui incluse dans le territoire communal d'Épinal.
Le cimetière américain d'Épinal est inauguré le 23 juillet 1956 sur le territoire du lieu-dit le Quéquement, appartenant à la commune de Dinozé.

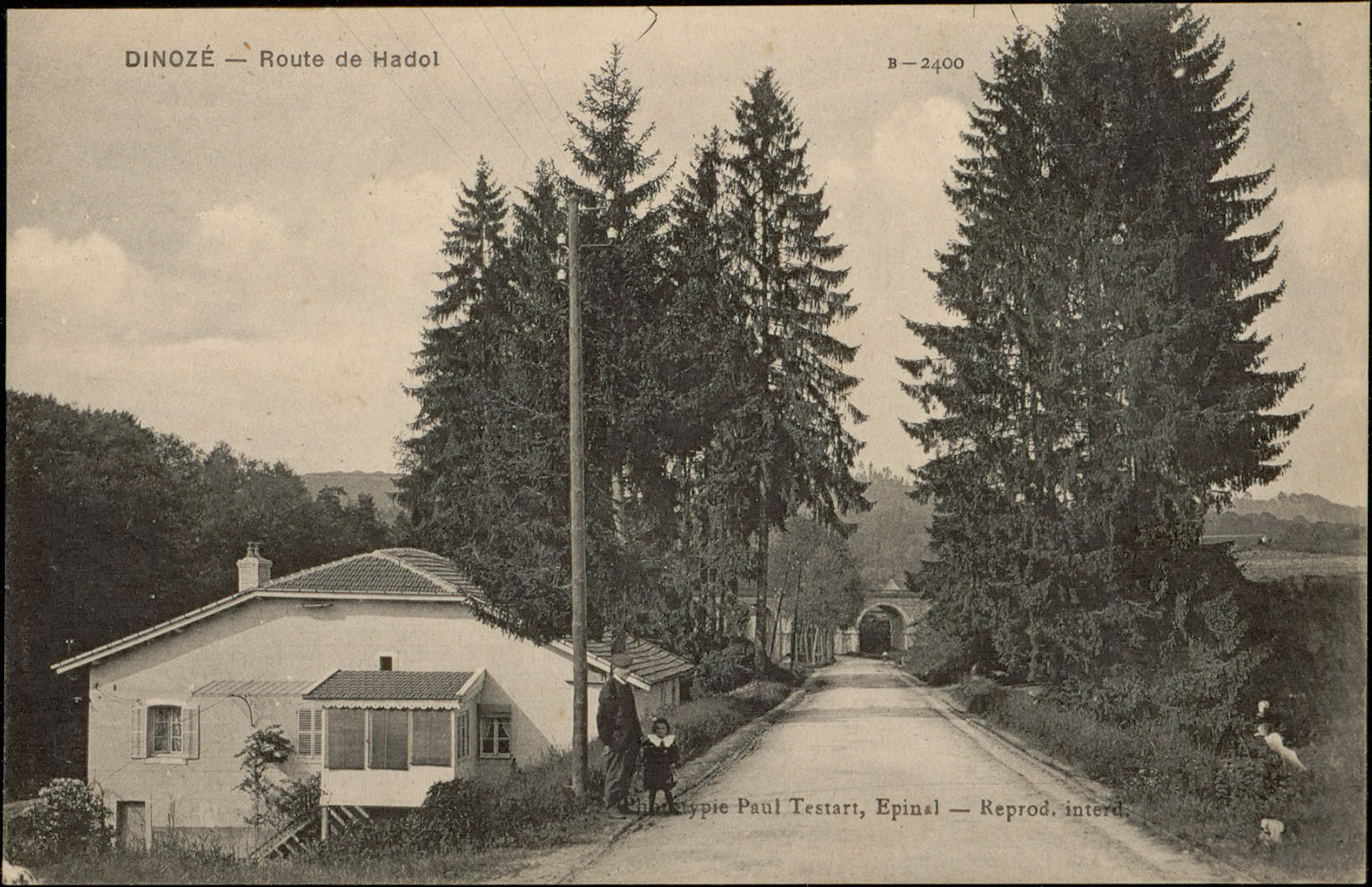
Dinozé : route de Hadol (carte postale de Paul Testart).
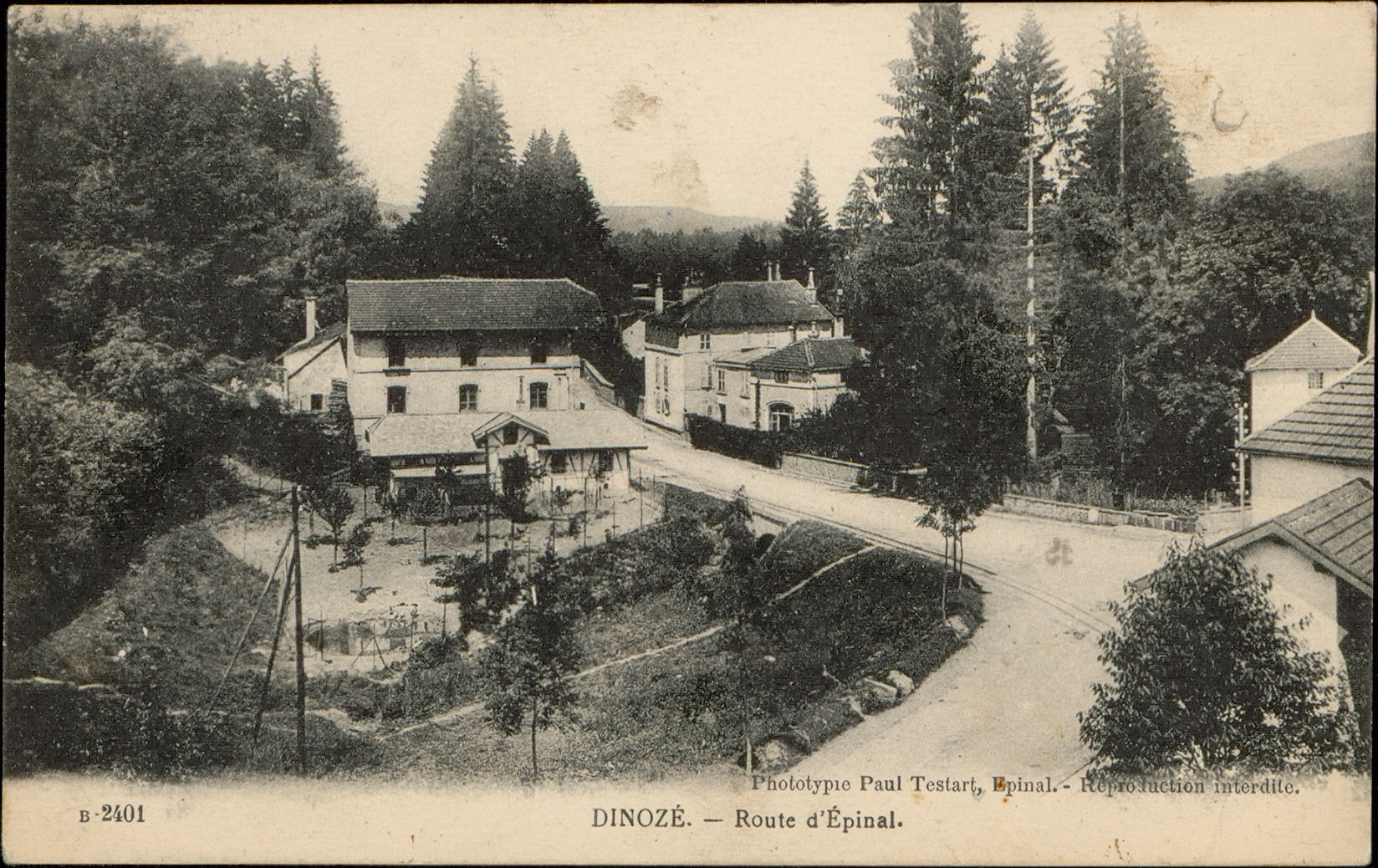
Dinozé : route d'Épinal (carte postale de Paul Testart).

## Politique et administration

### Intercommunalité
Dinozé fait partie de la communauté d'agglomération d'Épinal.

### Budget et fiscalité 2022

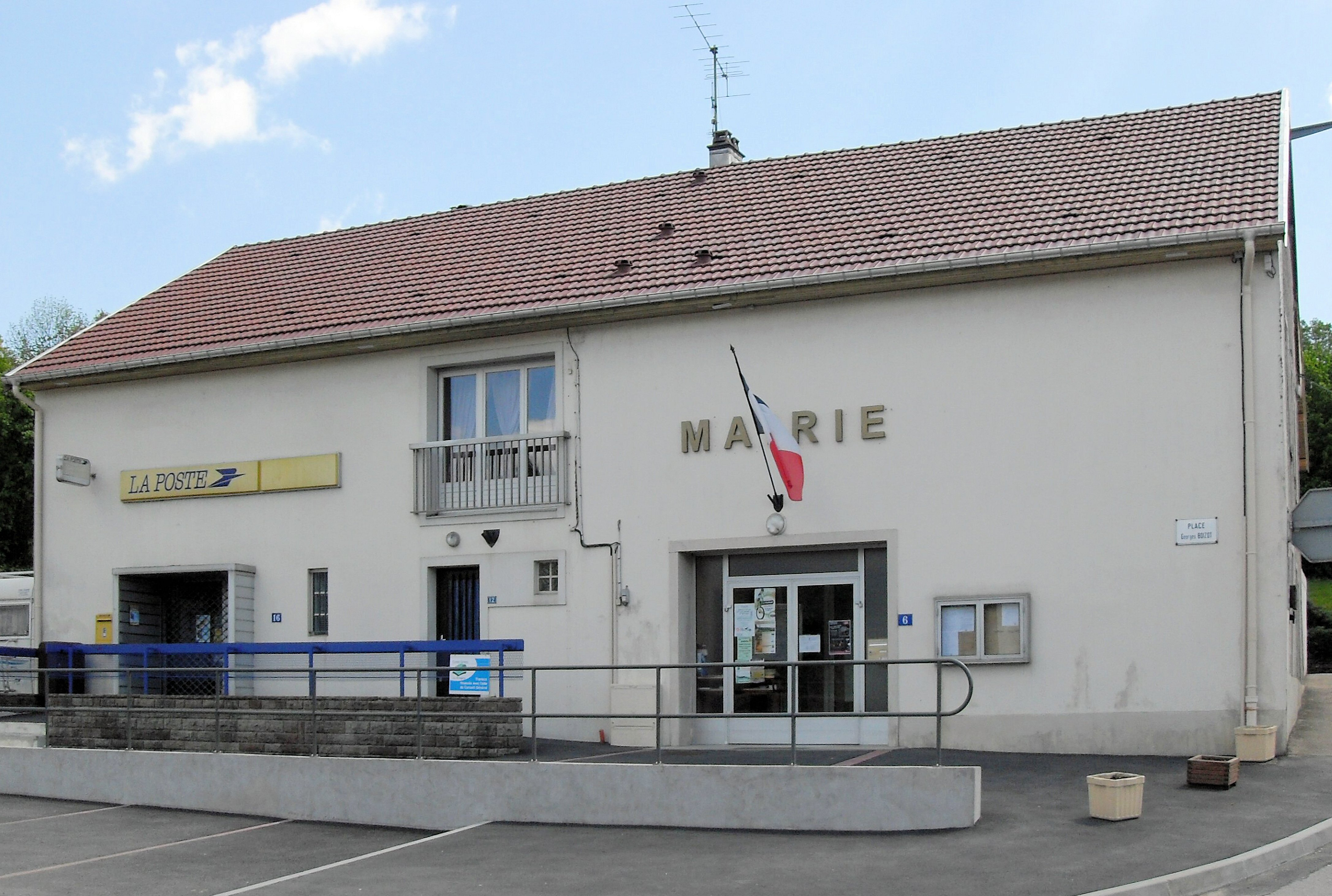
Mairie et Poste.

En 2022, le budget de la commune était constitué ainsi :
- total des produits de fonctionnement : 400 000 €, soit 627 € par habitant ;
- total des charges de fonctionnement : 320 000 €, soit 502 € par habitant ;
- total des ressources d'investissement : 19 000 €, soit 30 € par habitant ;
- total des emplois d'investissement : 113 000 €, soit 178 € par habitant ;
- endettement : 316 000 €, soit 495 € par habitant.

Avec les taux de fiscalité suivants :
- taxe d'habitation : 8,90 % ;
- taxe foncière sur les propriétés bâties : 36,85 % ;
- taxe foncière sur les propriétés non bâties : 16,59 % ;
- taxe additionnelle à la taxe foncière sur les propriétés non bâties : 0,00 % ;
- cotisation foncière des entreprises : 0,00 %.

Chiffres clés Revenus et pauvreté des ménages en 2021 : médiane en 2021 du revenu disponible, par unité de consommation : 24 520 €.

### Liste des maires
| Période                                  | Période                        | Identité           | Étiquette | Qualité        |
| ---------------------------------------- | ------------------------------ | ------------------ | --------- | -------------- |
| Les données manquantes sont à compléter. |                                |                    |           |                |
| mars 1994                                | mars 2001                      | Annie Abalti       |           |                |
| mars 2001                                | juillet 2020                   | François Picoche   |           |                |
| juillet 2020                             | septembre 2021                 | Catherine Adam     |           | Démissionnaire |
| décembre 2021                            | En cours (au 11 décembre 2021) | Wilfrid Grandmaire |           | Professeur     |

### Liste des élus - Juillet 2020 et Décembre 2021 à aujourd'hui (Suite à 2 démissions)
| Noms       | Prénom    | Qualité                | Autre poste                                 |
| ---------- | --------- | ---------------------- | ------------------------------------------- |
| GRANDMAIRE | Wilfrid   | Maire                  | Vice-président au SCOT des Vosges centrales |
| GRAND      | Stéphanie | 1er Adjointe au Maire  |                                             |
| FREMIOT    | Jérémy    | 2nd Adjoint au Maire   |                                             |
| DEFRANOUX  | André     | 3ème Adjoint au Maire  |                                             |
| GORNET     | Patricia  | 4ème Adjointe au Maire |                                             |
| GRANDMAIRE | Anthony   | Conseiller délégué     | Délégué suppléant au SMIC 88                |
| PERRIN     | Stéphanie | Conseillère municipale |                                             |
| ANTION     | Olivier   | Conseiller municipal   |                                             |
| DIDOT      | Marie     | Conseillère municipale |                                             |
| VINCENT    | Patrice   | Conseiller municipal   |                                             |
| COLOMBAIN  | Camille   | Conseillère municipale |                                             |
| CHEVRIER   | Nathalie  | Conseillère municipale |                                             |
| TOURNATORY | Sandrine  | Conseillère municipale |                                             |
| EFE        | Aurélie   | Conseillère municipale |                                             |
| CHEVRY     | Violaine  | Conseillère municipale |                                             |

## Population et société

### Démographie

#### Évolution démographique
L'évolution du nombre d'habitants est connue à travers les recensements de la population effectués dans la commune depuis 1936. Pour les communes de moins de 10 000 habitants, une enquête de recensement portant sur toute la population est réalisée tous les cinq ans, les populations de référence des années intermédiaires étant quant à elles estimées par interpolation ou extrapolation. Pour la commune, le premier recensement exhaustif entrant dans le cadre du nouveau dispositif a été réalisé en 2006.

En 2022, la commune comptait 652 habitants, en évolution de +9,21 % par rapport à 2016 (Vosges : −2,96 %, France hors Mayotte : +2,11 %).
| 1936 | 1946 | 1954 | 1962 | 1968 | 1975 | 1982 | 1990 | 1999 |
| ---- | ---- | ---- | ---- | ---- | ---- | ---- | ---- | ---- |
| 349  | 338  | 372  | 399  | 405  | 374  | 430  | 468  | 464  |

| 2006 | 2011 | 2016 | 2021 | 2022 | - | - | - | - |
| ---- | ---- | ---- | ---- | ---- | - | - | - | - |
| 488  | 568  | 597  | 643  | 652  | - | - | - | - |

### Enseignement
Établissements d'enseignements :
- Écoles maternelles et primaires à Dinozé, Épinal.
- Collèges à Épinal, Golbey.
- Lycées à Épinal.

### Santé
Professionnels et établissements de santé :
- Médecins à Arches, Archettes, Hadol, Épinal.
- Pharmacies à Arches, Chantraine, Hadol, Épinal.
- Hôpitaux :

L'hôpital le plus proche est le centre hospitalier Émile-Durkheim situé dans la ville voisine d'Épinal.
Autres établissements hospitaliers à Golbey, Xertigny, Thaon-les-Vosges.
Centre hospitalier de Remiremont.

### Cultes
- Culte catholique, Paroisse Saint-Goëry[30], Diocèse de Saint-Dié.

## Économie

### Entreprises et commerces

#### Agriculture
- Élevage d'ovins et de caprins.
- Élevage d'autres animaux.

#### Tourisme
- Hébergements et restauration à Épinal, Chantraine, Archette.

#### Commerces
- Commerces et services de proximité.
- 1985 : Création de la société Framatec (Société Française des Matériels et Techniques Appliquées)[31].

## Culture locale et patrimoine

### Lieux et monuments

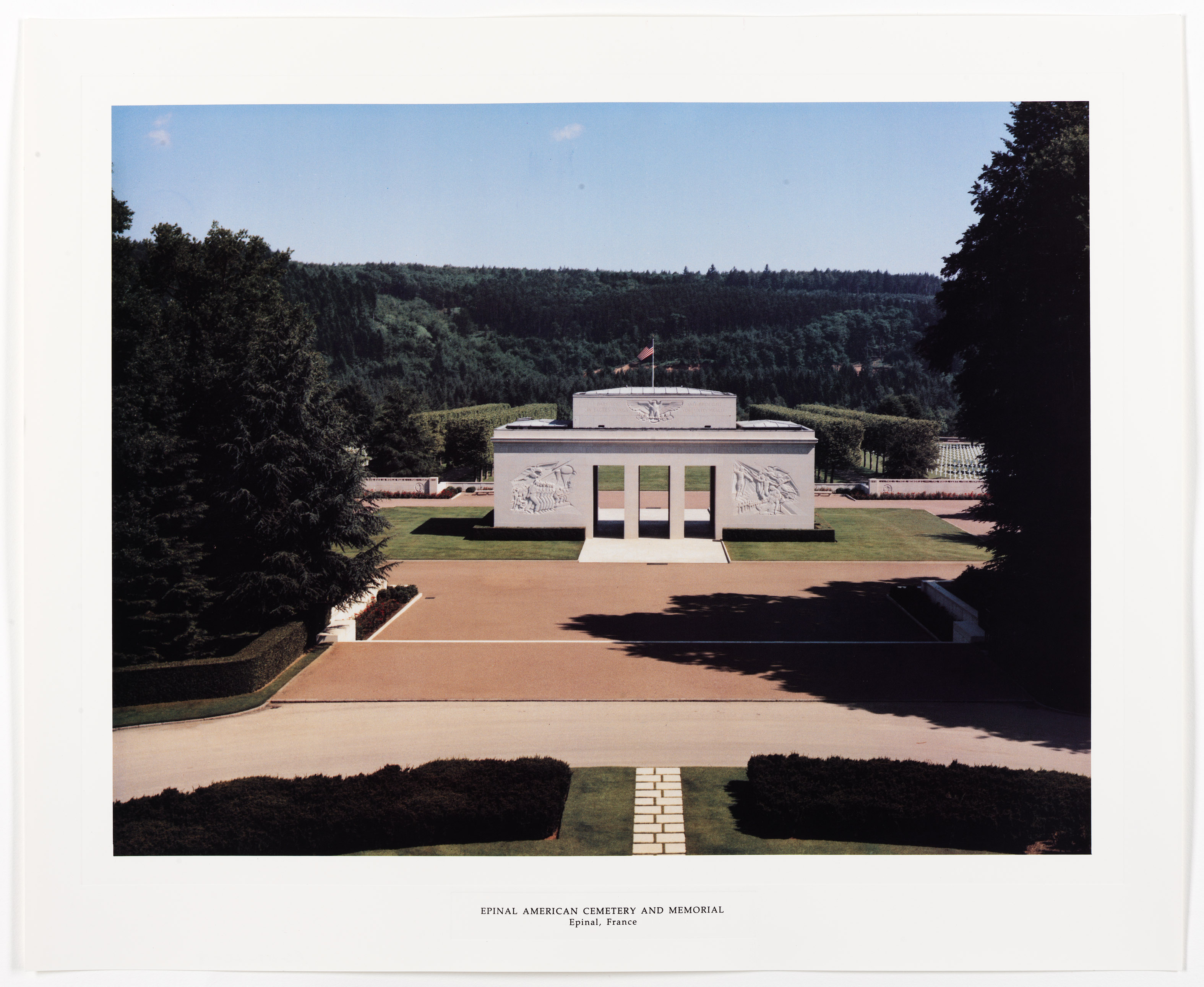
Le mémorial du cimetière militaire américain.
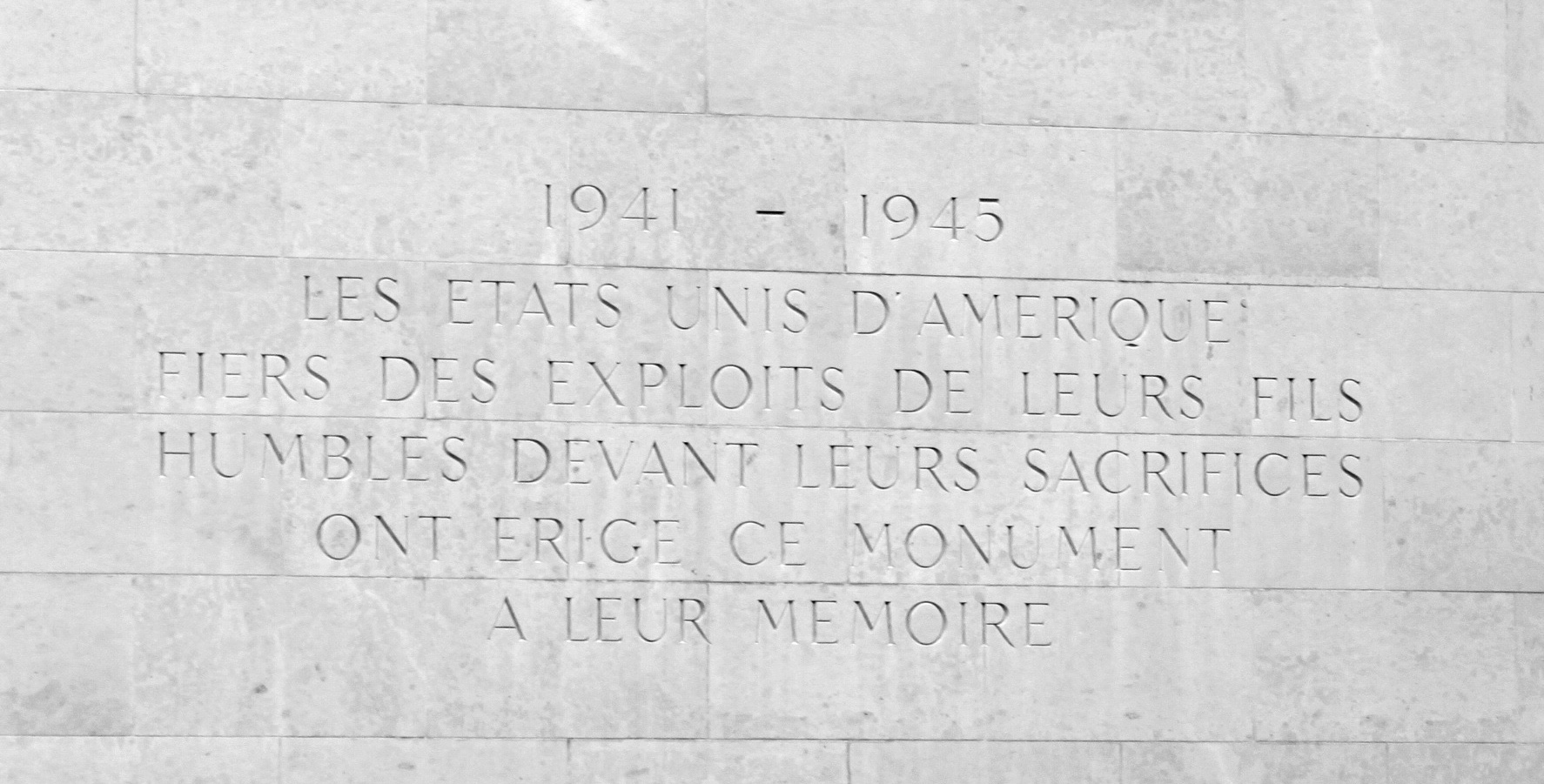
Cimetière américain d'Épinal.
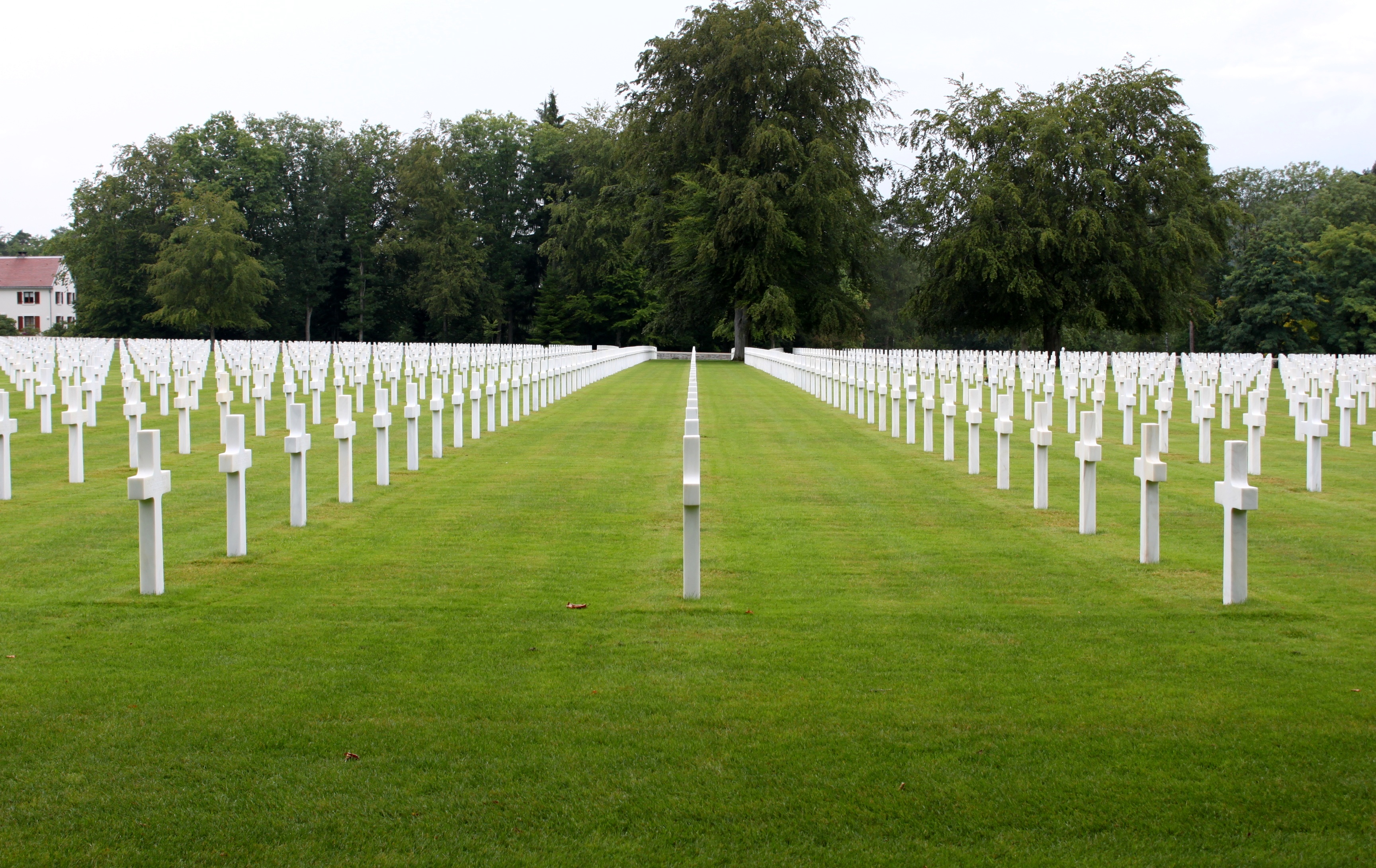
Vue générale.
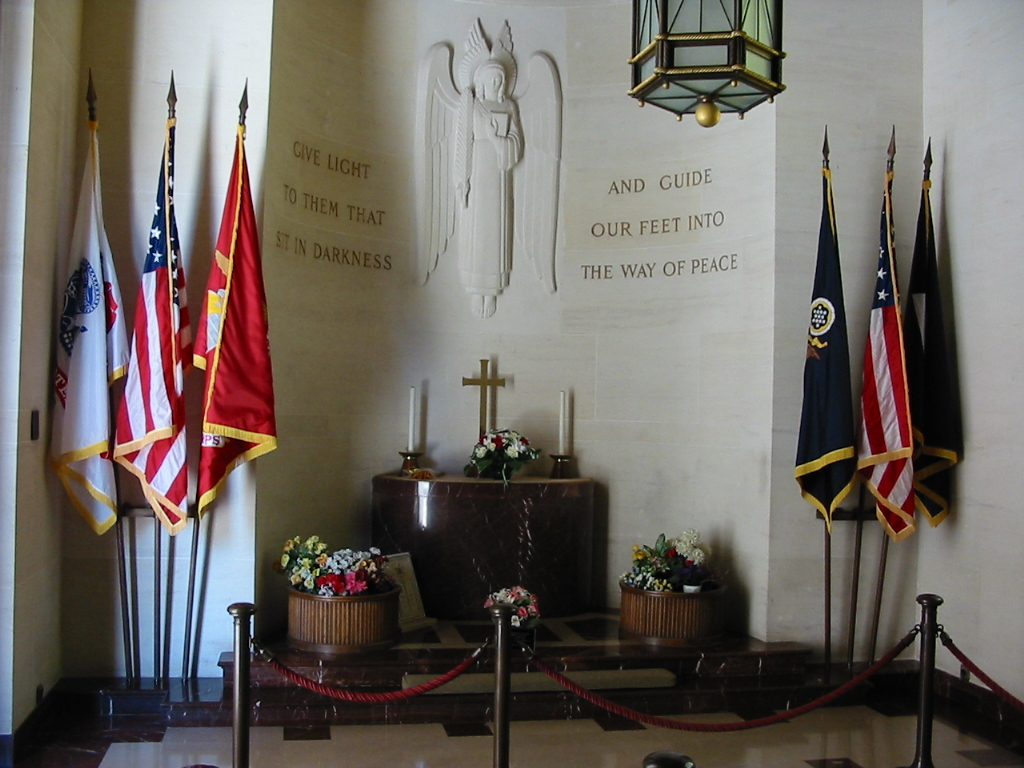
American Cemetery of Épinal.

- Cimetière et mémorial américain du Quéquement regroupant 5 000 tombes, environ, de soldats tués dans l'Est[32],[33].
- Début 2017, la commune est « réputée sans clochers »[34].

### Personnalités liées à la commune
- Jean-Baptiste Sébastien Krantz (né le 18 janvier 1817 à Dinozé, mort à Paris le 13 mars 1899), Ingénieur des Ponts et Chaussées, homme politique[35].
- Camille Krantz, homme politique neveu du précédent,(né le 24 août 1848 à Dinozé, mort à Paris le 30 avril 1924), Député des Vosges de 1891 à 1910, il fut ministre des Transports publics (1898-1899) puis de la Guerre (1899)[36].

## Pour approfondir